# Sabellaria eupomatoides
Sabellaria eupomatoides är en ringmaskart som beskrevs av Augener 1918. Sabellaria eupomatoides ingår i släktet Sabellaria och familjen Sabellariidae. Inga underarter finns listade i Catalogue of Life.